# Tetrahidrocanabivarina
Tetrahidrocanabivarina (THCV, THV, O-4394, GWP42004) é um homólogo do tetrahidrocanabinol (THC) que possui uma cadeia lateral propil (3 carbonos) em vez de pentil (5 carbonos), e por isso não é psicoativa em doses mais baixas. Foi demonstrado que apresenta atividade neuroprotetora, supressão do apetite, controle glicêmico e efeitos colaterais reduzidos em comparação ao THC, e é estudada como um tratamento em potencial para o controle da obesidade e diabetes. Já em 1942, a THCV foi objeto de estudo do químico americano Roger Adams.

## Ocorrência natural
A THCV é predominante em algumas cepas de Cannabis da Ásia Central e do sul da África.
Plantas com níveis elevados de canabinoides com cadeia lateral propil (incluindo a THCV) foram encontradas em populações de Cannabis sativa L. ssp. indica (= Cannabis indica Lam.) da China, Índia, Nepal, Tailândia, Afeganistão e Paquistão, bem como do sul e oeste da África. Foram relatados teores de THCV correspondentes a até 20% do total de canabinoides presentes.

## Química
Assim como o THC, a THCV apresenta 7 possíveis isômeros de dupla ligação e 30 estereoisômeros (ver: Tetra-hidrocanabinol#Isomeria). O isômero alternativo Δ8-THCV é conhecido como um composto sintético identificado pelo código O-4395, porém não há relatos de sua ocorrência natural em material vegetal da Cannabis.

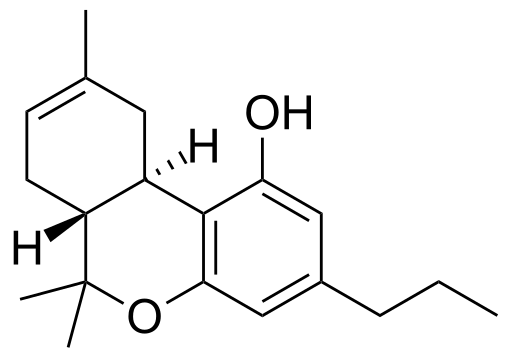
O-4395 (Δ^{8}-THCV), 31262-38-1

## Farmacologia
A THCV atua como antagonista do receptor canabinoide tipo 1 (CB1), podendo funcionar como agonista desse mesmo receptor e agonista parcial do receptor canabinóide tipo 2 [en] (CB2) quando administrada em doses mais elevadas. O isômero Δ8-THCV também demonstrou atividade antagonista sobre o receptor CB1.. Ambos os estudos que descreveram as propriedades antagônicas da THCV foram conduzidos em camundongos. A THCV é um antagonista do THC nos receptores CB1 e diminui os efeitos psicoativos do THC.
A THCV atua como agonista dos receptores GPR55 [en] e l-α-lisofosfatidilinositol [en] (LPI). Fora do sistema endocanabinoide, também ativa os receptores serotoninérgicos 5-HT1A, produzindo efeito antipsicótico com potencial para melhorar alguns dos sintomas cognitivos, negativos e positivos da esquizofrenia. Além disso, interage com diferentes canais da família dos receptores de potencial transitório (TRPs), incluindo o TRPV2, o que pode contribuir para seus efeitos analgésicos, anti-inflamatórios e anticancerígenos dos canabinoides e demais extratos de Cannabis. Ainda, a THCV apresenta propriedades antiepilépticas e anticonvulsivantes, indicando possível aplicação terapêutica no tratamento de estados de hiperexcitabilidade fisiopatológica, a exemplo da epilepsia refratária.
A THCV também inibe a atividade da amida hidrolase de ácido graxo (FAAH) e da lipase de monoacilgli cerol [en] (MAGL), mesmo em concentrações micromolares. Por isso, é capaz de impedir a hidrólise dos endocanabinoides anandamida (AEA: C22H37NO2; 20:4, ω-6), bem como de outras N-aciletanolaminas e do 2-araquidonoilglicerol [en] (2-AG: C23H38O4; 20:4, ω-6), respectivamente. Por esse motivo, a THCV também atua como agonista indireto nos receptores canabinoides, promovendo o aumento da atividade do sistema endocanabinoide (ECS).

## Biossíntese
Ao contrário do THC, do canabidiol (CBD) e do canabicromeno (CBC), a THCV não se origina a partir do ácido canabigerólico (CBGA). Em vez de se combinar com o ácido olivetólico para criar CBGA, o pirofosfato de geranil se une ao ácido divarinólico, que tem dois átomos de carbono a menos, formando ácido canabigerovarínico [en] (CBGVA). Depois que o CBGVA é criado, o processo é similar ao da biossíntese de THC. Nesse ponto, a THCV é decomposta em ácido tetrahidrocanabivarina carboxílico (THCVA) pela THCV sintase (enzima responsável pela produção de tetrahidrocanabivarina). Em seguida, a THCVA pode ser descarboxilada por meio de calor ou exposição à luz ultravioleta, resultando na formação da THCV.

## Pesquisa médica

### Redução do açúcar no sangue
A THCV é considerada um tratamento em potencial para a intolerância à glicose associada à obesidade, com farmacologia diferente dos agonistas/antagonistas inversos do CB1. A GW Pharmaceuticals está estudando a tetrahidrocanabivarina de origem vegetal (código de desenvolvimento: GWP42004) para o tratamento do diabetes tipo 2, em combinação ou como alternativa à metformina.

### Controle do apetite
O THC é um agonista dos receptores CB1, de modo que estimula o apetite, efeito popularmente conhecido como "larica". Já a THCV, que atua como antagonista dos receptores CB1, demonstrou reduzir o apetite em um estudo com modelos murinos.